# Psittacara brevipes
La aratinga de Socorro o perico de Socorro (Aratinga holochlora brevipes) es un ave psitaciforme de la familia Psittacidae de taxonomía discutida, ya que algunos taxónomos la consideran subespecie de Aratinga holochlora mientras que otros la consideran una especie aparte. Es endémica de la isla Socorro, México, y habita en bosques húmedos subtropicales.